# Аранджел Станкович
Аранджел Станкович (на сръбски: Аранђел Станковић или Aranđel Stanković) е османски и сръбски фотограф и пионер в киното, работил на Балканите в XX век.

## Биография
Роден е в 1880 година. Става ученик на известния фотограф и пионер в киното Алберт Баубин в Скопие, с когото имат съвместно ателие в първата половина на XX век. Станкович започва самостоятелна фотографска дейност и става известен фотограф в Скопие. Заснема събития от Балканските войни (1912 - 1913 година) и Първата световна война. Сътрудник е на белгарското списание „Илюстровани Мали Журнал“. След Първата световна война с него работят синовете на Баубин Никола и Франьо.
Освен с фотография Аранджел се занимава и с кинематография като собственик на биоскопа „Вардар“. Умира в 1957 година.